# Kánon (fikce)

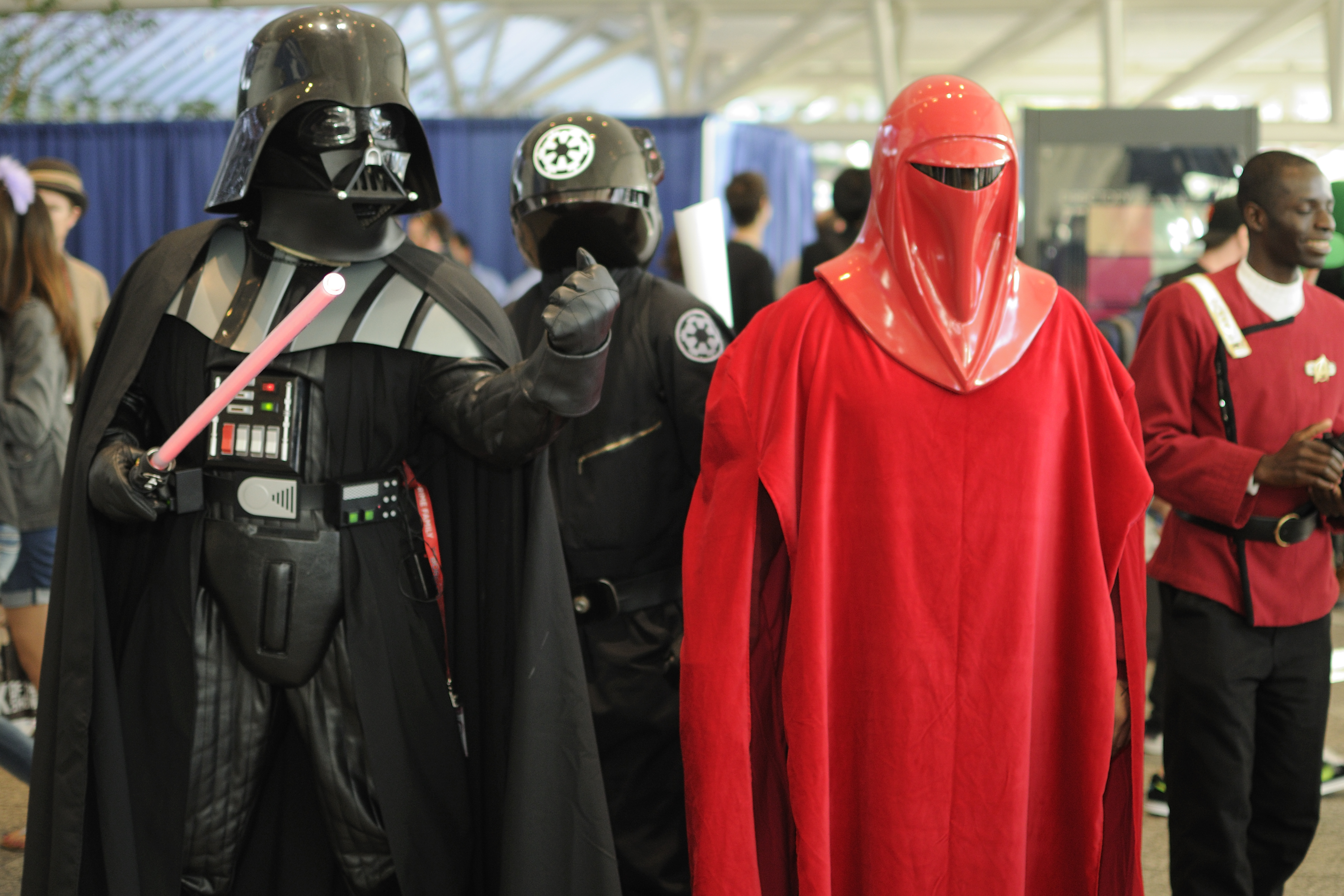
Postavy fanoušků Hvězdných válek v kostýmech, které dodržují kánon.

Pojmem kánon je slovo odvozené z anglického canon. Používá se zejména ve vztahu k fiktivnímu (míněno beletrickému) dílu s rozsáhlou fanouškovskou základnou. Ve fiktivních dílech se rozumí materiál, přijímaný tvůrci a fanoušky tohoto díla jako oficiální. Veškerý jiný obsah, který se sice pojí s daným dílem, ale není uznán za kánon, je považován za nekanonický. Sem patří např. fanfiction, tj. materiál vytvořený fanoušky tohoto díla.
Pojem kánon se používá ve dvou mírně odlišných významech:
1. Původní dílo, z něhož fanfiction čerpá náměty
2. Popis konkrétních událostí, vztahů a dějových linií, které se v tomto kánonu odehrávají.

## Vznik pojmu
Pojem kánon je odvozen od řeckého výrazu kánon, znamenající normu či pravidlo. Řecký pojem je odvozen od semitského kanna a označoval původně rákos, potom prut, hůl, přeneseně měřítko, míru, normu, seznam normativních spisů.
Např. pod pojmem novozákonní kánon rozumíme sbírku 27 novozákonních spisů, které pro všechny křesťany tvoří Nový zákon, součást Písma svatého Starého a Nového zákona, křesťanské Bible (více zde.)
Tento pojem byl v novodobé literatuře poprvé použit pro příběhy o Sherlocku Holmesovi, aby odlišil původní příběhy psané Arthurem Conanem Doylem od navazujících děl dalších autorů. Nějaká fanouškovská fikce byla dokonce vydána knižně. Z nejznámějších například Mr. Holmes od Mich Cullin a z České republiky například tvorba Rudolfa Čechury. 
Od té doby byl pojem kánon (Canon) použit pro mnoho světů, např. ve sci-fi, mj. pro svět Star Treku, Star Wars aj., v nichž je mnoho příběhů vylíčených v jiných médiích, než původní děj (ten se odehrává např. ve filmu, zatímco rozšiřující příběhy mohou vyjít knižní formou). 
Tato následná díla jsou často nekonzistentní s původním kánonem i s jinými následnými díly. Na druhé straně v komediálních dílech jsou rozpory uvnitř kánonu někdy záměrné.